# Nationalité bosnienne
La loi sur la nationalité de Bosnie-Herzégovine régule l'acquisition, la transmission et la déchéance de la nationalité bosnienne. Elle se base essentiellement sur le principe du droit du sang.
Le concept de citoyenneté bosniaque apparaît pour la première fois après la création de la République socialiste de Bosnie-Herzégovine après la Seconde Guerre mondiale. Par la suite, chaque république constituante de la Yougoslavie maintient son propre régime de citoyenneté, tout en se subordonnant à la citoyenneté fédérale.

## Acquisition de la nationalité
La citoyenneté de Bosnie-Herzégovine s'acquiert principalement des manières suivantes :
- Par filiation - Une personne née de deux citoyens de Bosnie-Herzégovine (quel que soit le lieu de naissance), d'un citoyen de Bosnie-Herzégovine (en cas de naissance en Bosnie-Herzégovine) ou d'un citoyen de Bosnie-Herzégovine (en cas de naissance à l'étranger, où l'enfant serait autrement rendu apatride) est automatiquement citoyen de Bosnie-Herzégovine par filiation.
- Par naissance - Une personne née sur le territoire de la Bosnie-Herzégovine est automatiquement citoyenne de la Bosnie-Herzégovine lorsque l'identité de ses parents est inconnue ou lorsqu'elle serait autrement rendue apatride.
- Par naturalisation - Une personne soumettant une demande de naturalisation peut acquérir la citoyenneté de Bosnie-Herzégovine à condition de remplir plusieurs conditions. Il s'agit notamment d'avoir au moins 18 ans, d'avoir été résident permanent de Bosnie-Herzégovine pendant au moins 8 ans avant la demande, d'avoir une connaissance suffisante du bosniaque, du serbe ou du croate, de posséder un casier judiciaire vide et de renoncer à toute autre citoyenneté étrangère[2].

## Perte de la nationalité
La nationalité bosnienne peut être perdue.
Le pays permet aux citoyens de renoncer à leur nationalité, à condition qu'ils possèdent déjà la nationalité d'un autre pays. Ce processus n'est valable que pour les demandeurs majeurs, ne faisant l'objet d'aucune poursuite pénale en cours et n'ayant aucune obligation financière en suspens. Les parents peuvent également renoncer à la citoyenneté de leurs enfants, bien que le consentement doive être fourni par l'enfant lui-même s'il a plus de 14 ans.
En raison de l'importante fuite des cerveaux concernant le pays, nombreux sont les Bosniens à renoncer à leur nationalité afin d'acquérir la nationalité d'un autre pays n'autorisant pas la double nationalité. Les données du Ministère des Affaires civiles (en) montrent que plus de 4 000 personnes ont renoncé à leur citoyenneté en 2018.
Un citoyen bosnien peut être déchu de sa nationalité s'il est impliqué dans un crime à l'étranger, tels que la traite d'êtres humains ou le terrorisme.

## Nationalité et voyage
La citoyenneté de Bosnie-Herzégovine confère le droit d'obtenir un passeport bosnien permettant les voyages internationaux. En 2019, les citoyens de Bosnie-Herzégovine ont accès sans visa ou visa à l'arrivée dans 119 pays et territoires. Son passeport se classe ainsi au 46e rang en termes de liberté de voyage selon l'indice Henley. Ce nombre est le plus bas de tous les anciens États yougoslaves (à l'exception du Kosovo).